# ツナギトゲオイグアナ
ツナギトゲオイグアナ（Ctenosaura similis）は、爬虫綱有鱗目イグアナ科トゲオイグアナ属に分類されるトカゲ。

## 分布
エルサルバドル、グアテマラ、コスタリカ、コロンビア、ニカラグア、パナマ、ベリーズ、ホンジュラス、メキシコ

## 形態
全長100cm。成体は灰褐色で、黒い横縞が入る。幼体は体色が鮮やかな緑色で、成長に伴い褐色になる。
背面には鬣状の鱗（クレスト）があり、このクレストが背面から尾まで途切れず繋がることが和名の由来。尾には棘状の鱗が並び、その間には1列以上の小型の鱗が並ぶ。

## 生態
森林に生息する。幼体は樹上棲だが、成長に伴い地表棲の傾向が強くなる。危険を感じると岩の隙間等に逃げこんだり、素早く走って逃げる。
食性は植物食傾向の強い雑食で、植物の葉、果実、昆虫類、節足動物等を食べる。成長に伴い植物食傾向が強くなる。
繁殖形態は卵生で、1回に20-30個の卵を産む。

## 人間との関係
生息地では食用とされることもある。
ペットとして飼育されることもあり、日本にも輸入されている。流通量は多く、野生個体と繁殖個体の幼体共に流通する。大型種のため飼育には大型のケージが必要になる。幼体から飼育すれば慣れる個体もいるが、基本的に性質は荒い。